# Puebla (stato)
Puebla è un stato federato messicano di 6 168 883 abitanti.
Puebla è uno dei 31 Stati del Messico e si trova nella parte centro-orientale del Paese. Confina a est con lo Stato di Veracruz, a ovest con gli Stati di Hidalgo, Messico, Tlaxcala e Morelos e a sud con Oaxaca e Guerrero. Puebla non ha sbocco al mare e ha un rilievo molto accentuato. Ha una superficie di 34.251 km² e vi abitano più di sei milioni di persone, il che rende questo Stato il quinto più popoloso del Messico. La capitale è Puebla de Zaragoza, quarta città messicana per numero di abitanti.

## Geografia fisica

### Territorio
Lo Stato di Puebla si trova nel centro del Messico, a est della capitale della repubblica. Il suo territorio è ricco di contrasti, anche se i canyon e le montagne sono una costante nella maggior parte di esso. Il centro dello Stato è occupato dalla valle Puebla-Tlaxcala. Questa valle è ampia e temperata, con un'altitudine di 2.160 metri sul livello del mare (s.l.m.). Fa parte della provincia di fisiografia Neovolcanic.
Il limite occidentale della valle è la Sierra Nevada Puebla, essenzialmente formato da vulcani Popocatepetl e Iztaccíhuatl. Raggiunge altezze di oltre 5.000 metri. Le cime di questi vulcani sono al secondo posto e il terzo per la sua elevazione a livello nazionale, e di solito erano coperte di neve tutto l'anno. Popocatepetl è un vulcano attivo si stima abbia un'età di 23.000 anni, ed è diventato uno dei più visitati al mondo dopo l'aumento dell'attività vulcanica. La Sierra Nevada segna il limite occidentale del Puebla-Tlaxcala valle e il confine tra gli Stati di Puebla e Messico e Morelos. A sud di questa valle inizia Mixteca Poblana piena di pendii ripidi.
A est della Valle di Tehuacán si trova un'altra catena montuosa, comunemente conosciuta con il nome di Sierra Negra Tehuacán. A nord della Sierra Negra e Valle Città Serdan si innalza il Pico de Orizaba, punto più alto del Messico e confine fra gli Stati di Puebla e Veracruz, coperto da nevi perenni minacciate dai cambiamenti climatici.

### Clima
Fonte:  World Meteorological Organization, su worldweather.org. URL consultato il 24 aprile 2011.
| Mese                | Mesi | Mesi | Mesi | Mesi | Mesi | Mesi  | Mesi  | Mesi  | Mesi  | Mesi | Mesi | Mesi | Stagioni | Stagioni | Stagioni | Stagioni | Anno  |
| Mese                | Gen  | Feb  | Mar  | Apr  | Mag  | Giu   | Lug   | Ago   | Set   | Ott  | Nov  | Dic  | Inv      | Pri      | Est      | Aut      | Anno  |
| ------------------- | ---- | ---- | ---- | ---- | ---- | ----- | ----- | ----- | ----- | ---- | ---- | ---- | -------- | -------- | -------- | -------- | ----- |
| T. max. media (°C)  | 23,0 | 23,8 | 25,9 | 27,1 | 27,9 | 26,4  | 25,3  | 25,2  | 24,8  | 24,6 | 24,4 | 23,5 | 23,4     | 27,0     | 25,6     | 24,6     | 25,2  |
| T. min. media (°C)  | 4,6  | 5,9  | 8,1  | 10,2 | 11,7 | 12,4  | 11,4  | 11,4  | 11,3  | 9,6  | 7,3  | 5,3  | 5,3      | 10,0     | 11,7     | 9,4      | 9,1   |
| Precipitazioni (mm) | 9,4  | 7,5  | 11,5 | 23,4 | 87,9 | 197,0 | 164,7 | 155,7 | 192,1 | 73,9 | 12,3 | 4,6  | 21,5     | 122,8    | 517,4    | 278,3    | 940,0 |
| Giorni di pioggia   | 1,2  | 1,7  | 2,4  | 5,8  | 13,1 | 17,6  | 16,9  | 17,4  | 17,7  | 9,2  | 2,4  | 1,3  | 4,2      | 21,3     | 51,9     | 29,3     | 106,7 |

## Storia
Confinante con l'alta valle di Anahuac, ricca di storia e di cultura, il territorio dello stato di Puebla ha ricoperto un ruolo importante fin dall'epoca pre-colombiana.
Nella valle di Tehuacán furono ritrovate i primi indizi di prodotti agricoli coltivati, secondo gli storici risalenti al 7000 a.C.; si trattava di zucche, avocado, cotone e chili. I successivi antichi popoli indios, come gli Olmechi, i Zapotechi, i Mixtechi, i Totonachi e gli Aztechi, controllarono l'area in successione, in guerra tra di loro a partire dal 1200 a.C. e fino alla venuta dei conquistadores spagnoli.
Il centro politico e religioso più importante del periodo classico fu senza dubbio Cholula, che influenzò per molti secoli le zone circostanti.

## Turismo

### Siti archeologici
- Nella città di Cholula si trova la più grande piramide del mondo in termini di volume, ha una superficie di 425 m² e un'altezza di 60 metri.
- Caltonac: città preispanica a 79 chilometri dalla capitale nella città di Tepeyahualco de Hidalgo, è il più grande sito archeologico nel suo genere, si ritiene sia stato abitato entro l'anno 600-1000 d.C., le loro influenze sono Totonac, Olmeca e gruppi Chichimeca. La città fu abbandonata intorno al 1000 d.C., attualmente ricostruita 24 piramidi, campi da palla e centri cerimoniali, adoravano il sole, il dio della pioggia, il fuoco, la fertilità.
- Caverne di Coxcatlán

## Società

### Evoluzione demografica
Abitanti censiti (in migliaia)

### Suddivisione amministrativa
Lo Stato è diviso in 217 comuni che compongono le sette regioni economiche. Città più popolosa dello Stato di Puebla.
| Codice INEGI | Municipio                        | Capoluogo municipale               | Popolazione (2015) | Superficie (km²) |
| ------------ | -------------------------------- | ---------------------------------- | ------------------ | ---------------- |
| 001          | Acajete                          | Acajete                            | 60 353             | 185.46           |
| 002          | Acateno                          | San José Acateno                   | 8 916              | 180.67           |
| 003          | Acatlán                          | Acatlán de Osorio                  | 33 865             | 607.78           |
| 004          | Acatzingo                        | Acatzingo de Hidalgo               | 52 078             | 140.53           |
| 005          | Acteopan                         | Acteopan                           | 2 881              | 74.84            |
| 006          | Ahuacatlán                       | Ahuacatlán                         | 14 754             | 90.98            |
| 007          | Ahuatlán                         | Ahuatlán                           | 3 403              | 184.07           |
| 008          | Ahuazotepec                      | Ahuazotepec                        | 10 457             | 60.53            |
| 009          | Ahuehuetitla                     | Ahuehuetitla                       | 2 008              | 72.71            |
| 010          | Ajalpan                          | Ciudad de Ajalpan                  | 60 621             | 394.68           |
| 011          | Albino Zertuche                  | Acaxtlahuacán de Albino Zertuche   | 1 770              | 79.51            |
| 012          | Aljojuca                         | Aljojuca                           | 6 288              | 52.38            |
| 013          | Altepexi                         | Altepexi                           | 18 920             | 47.80            |
| 014          | Amixtlán                         | Amixtlán                           | 5 004              | 44.98            |
| 015          | Amozoc                           | Amozoc de Mota                     | 100 964            | 135.18           |
| 016          | Aquixtla                         | Aquixtla                           | 7 848              | 166.52           |
| 017          | Atempan                          | Atempan                            | 25 386             | 48.11            |
| 018          | Atexcal                          | San Martín Atexcal                 | 3 734              | 331.39           |
| 019          | Atlixco                          | Atlixco                            | 127 062            | 293.01           |
| 020          | Atoyatempan                      | Atoyatempan                        | 6 426              | 26.56            |
| 021          | Atzala                           | Atzala                             | 1 228              | 11.36            |
| 022          | Atzitzihuacán                    | Santiago Atzitzihuacán             | 11 684             | 129.74           |
| 023          | Atzitzintla                      | Atzitzintla                        | 8 408              | 133.12           |
| 024          | Axutla                           | Axutla                             | 947                | 188.17           |
| 025          | Ayotoxco de Guerrero             | Ayotoxco de Guerrero               | 8 153              | 107.04           |
| 026          | Calpan                           | San Andrés Calpan                  | 13 730             | 66.88            |
| 027          | Caltepec                         | Caltepec                           | 4 177              | 391.74           |
| 028          | Camocuautla                      | Camocuautla                        | 2 476              | 16.24            |
| 029          | Caxhuacán                        | Caxhuacán                          | 3 791              | 13.97            |
| 030          | Coatepec                         | Coatepec                           | 758                | 12.24            |
| 031          | Coatzingo                        | Coatzingo                          | 2 964              | 116.01           |
| 032          | Cohetzala                        | Santa María Cohetzala              | 1 283              | 240.61           |
| 033          | Cohuecán                         | Cohuecán                           | 4 763              | 47.32            |
| 034          | Coronango                        | Santa María Coronango              | 34 596             | 36.78            |
| 035          | Coxcatlán                        | Coxcatlán                          | 19 639             | 247.68           |
| 036          | Coyomeapan                       | Santa María Coyomeapan             | 14 205             | 228.81           |
| 037          | Coyotepec                        | San Vicente Coyotepec              | 2 339              | 133.77           |
| 038          | Cuapiaxtla de Madero             | Cuapiaxtla de Madero               | 8 709              | 23.35            |
| 039          | Cuautempan                       | San Esteban Cuautempan             | 9 212              | 61.56            |
| 040          | Cuautinchán                      | Cuautinchán                        | 9 538              | 159.93           |
| 041          | Cuautlancingo                    | San Juan Cuautlancingo             | 79 153             | 38.17            |
| 042          | Cuayuca de Andrade               | San Pedro Cuayuca                  | 3 062              | 200.66           |
| 043          | Cuetzalan del Progreso           | Ciudad de Cuetzalan                | 47 433             | 181.73           |
| 044          | Cuyoaco                          | Cuyoaco                            | 15 367             | 300.79           |
| 045          | Chalchicomula de Sesma           | Ciudad Serdán                      | 43 882             | 389.82           |
| 046          | Chapulco                         | Chapulco                           | 6 992              | 87.00            |
| 047          | Chiautla                         | Chiautla de Tapia                  | 19 037             | 804.30           |
| 048          | Chiautzingo                      | San Lorenzo Chiautzingo            | 18 762             | 81.22            |
| 049          | Chiconcuautla                    | Chiconcuautla                      | 15 767             | 89.34            |
| 050          | Chichiquila                      | Chichiquila                        | 24 148             | 108.95           |
| 051          | Chietla                          | Chietla                            | 33 935             | 325.28           |
| 052          | Chigmecatitlán                   | Chigmecatitlán                     | 1 227              | 26.27            |
| 053          | Chignahuapan                     | Chignahuapan                       | 57 909             | 760.23           |
| 054          | Chignautla                       | Chignautla                         | 30 254             | 148.29           |
| 055          | Chila                            | Chila                              | 4 699              | 128.27           |
| 056          | Chila de la Sal                  | Chila de la Sal                    | 1 237              | 140.86           |
| 057          | Honey                            | Chila Honey                        | 7 463              | 63.59            |
| 058          | Chilchotla                       | Chilchotla                         | 19 257             | 146.95           |
| 059          | Chinantla                        | Chinantla                          | 2 468              | 88.36            |
| 060          | Domingo Arenas                   | Domingo Arenas                     | 6 946              | 12.14            |
| 061          | Eloxochitlán                     | Eloxochitlán                       | 12 575             | 99.67            |
| 062          | Epatlán                          | San Juan Epatlán                   | 4 594              | 51.93            |
| 063          | Esperanza                        | Esperanza                          | 13 785             | 79.03            |
| 064          | Francisco Z. Mena                | Metlaltoyuca                       | 16 270             | 430.68           |
| 065          | General Felipe Ángeles           | San Pablo de las Tunas             | 19 040             | 91.67            |
| 066          | Guadalupe                        | Guadalupe                          | 6 276              | 154.73           |
| 067          | Guadalupe Victoria               | Guadalupe Victoria                 | 16 551             | 224.42           |
| 068          | Hermenegildo Galeana             | Bienvenido                         | 7 718              | 50.39            |
| 069          | Huaquechula                      | Huaquechula                        | 25 373             | 231.48           |
| 070          | Huatlatlauca                     | Huatlatlauca                       | 6 643              | 168.53           |
| 071          | Huauchinango                     | Huauchinango                       | 97 753             | 250.41           |
| 072          | Huehuetla                        | Huehuetla                          | 15 689             | 47.95            |
| 073          | Huehuetlán el Chico              | Huehuetlán el Chico                | 8 679              | 180.66           |
| 074          | Huejotzingo                      | Huejotzingo                        | 63 457             | 175.36           |
| 075          | Hueyapan                         | Hueyapan                           | 11 868             | 74.54            |
| 076          | Hueytamalco                      | Hueytamalco                        | 26 689             | 319.70           |
| 077          | Hueytlalpan                      | Hueytlalpan                        | 5 734              | 42.29            |
| 078          | Huitzilan de Serdán              | Huitzilan                          | 13 982             | 69.45            |
| 079          | Huitziltepec                     | Santa Clara Huitziltepec           | 5 306              | 51.00            |
| 080          | Atlequizayan                     | Atlequizayan                       | 2 833              | 12.51            |
| 081          | Ixcamilpa de Guerrero            | Ixcamilpa                          | 3 695              | 308.31           |
| 082          | Ixcaquixtla                      | San Juan Ixcaquixtla               | 8 093              | 106.58           |
| 083          | Ixtacamaxtitlán                  | Ixtacamaxtitlán                    | 25 326             | 567.96           |
| 084          | Ixtepec                          | Ixtepec                            | 6 811              | 19.50            |
| 085          | Izúcar de Matamoros              | Izúcar de Matamoros                | 72 799             | 537.33           |
| 086          | Jalpan                           | Jalpan                             | 12 547             | 206.05           |
| 087          | Jolalpan                         | Jolalpan                           | 12 662             | 600.15           |
| 088          | Jonotla                          | Jonotla                            | 4 598              | 30.17            |
| 089          | Jopala                           | Jopala                             | 12 997             | 170.81           |
| 090          | Juan C. Bonilla                  | Cuanalá                            | 18 540             | 23.03            |
| 091          | Juan Galindo                     | Nuevo Necaxa                       | 10 213             | 23.15            |
| 092          | Juan N. Méndez                   | Atenayuca                          | 5 223              | 225.48           |
| 093          | Lafragua                         | Saltillo                           | 7 767              | 179.66           |
| 094          | Libres                           | Ciudad de Libres                   | 31 532             | 275.48           |
| 095          | La Magdalena Tlatlauquitepec     | La Magdalena Tlatlauquitepec       | 484                | 11.10            |
| 096          | Mazapiltepec de Juárez           | Mazapiltepec de Juárez             | 2 633              | 54.63            |
| 097          | Mixtla                           | San Francisco Mixtla               | 2 216              | 9.43             |
| 098          | Molcaxac                         | Molcaxac                           | 6 218              | 156.37           |
| 099          | Cañada Morelos                   | Morelos Cañada                     | 18 954             | 244.85           |
| 100          | Naupan                           | Naupan                             | 9 707              | 60.45            |
| 101          | Nauzontla                        | Nauzontla                          | 3 598              | 27.73            |
| 102          | Nealtican                        | San Buenaventura Nealtican         | 12 011             | 18.81            |
| 103          | Nicolás Bravo                    | Nicolás Bravo                      | 6 009              | 108.92           |
| 104          | Nopalucan                        | Nopalucan de la Granja             | 27 292             | 687.38           |
| 105          | Ocotepec                         | Ocotepec                           | 4 825              | 67.13            |
| 106          | Ocoyucan                         | Santa Clara Ocoyucan               | 25 720             | 119.66           |
| 107          | Olintla                          | Olintla                            | 11 641             | 63.05            |
| 108          | Oriental                         | Oriental                           | 16 575             | 239.67           |
| 109          | Pahuatlán                        | Pahuatlán de Valle                 |                    | 99.14            |
| 110          | Palmar de Bravo                  | Palmar de Bravo                    | 42 887             | 362.53           |
| 111          | Pantepec                         | Pantepec                           | 18 453             | 222.27           |
| 112          | Petlalcingo                      | Petlalcingo                        | 9 382              | 233.55           |
| 113          | Piaxtla                          | Piaxtla                            | 4 585              | 221.28           |
| 114          | Puebla                           | Heroica Puebla de Zaragoza         | 1 539 819          | 544.65           |
| 115          | Quecholac                        | Quecholac                          | 47 281             | 187.32           |
| 116          | Quimixtlán                       | Quimixtlán                         | 21 275             | 165.91           |
| 117          | Rafael Lara Grajales             | Rafael Lara Grajales               | 14 052             | 4.10             |
| 118          | Los Reyes de Juárez              | Los Reyes de Juárez                | 25 553             | 58.71            |
| 119          | San Andrés Cholula               | San Andrés Cholula                 | 100 439            | 79.89            |
| 120          | San Antonio Cañada               | San Antonio Cañada                 | 5 110              | 79.89            |
| 121          | San Diego La Mesa Tochimiltzingo | Tochimiltzingo                     | 1 132              | 133.16           |
| 122          | San Felipe Teotlalcingo          | San Felipe Teotlalcingo            | 9 426              | 39.38            |
| 123          | San Felipe Tepatlán              | San Felipe Tepatlán                | 4 120              | 45.09            |
| 124          | San Gabriel Chilac               | San Gabriel Chilac                 | 14 454             | 109.02           |
| 125          | San Gregorio Atzompa             | San Gregorio Atzompa               | 8 170              | 11.77            |
| 126          | San Jerónimo Tecuanipan          | San Jerónimo Tecuanipan            | 5 826              | 39.72            |
| 127          | San Jerónimo Xayacatlán          | San Jerónimo Xayacatlán            | 3 777              | 142.58           |
| 128          | San José Chiapa                  | San José Chiapa                    | 8 087              | 176.98           |
| 129          | San José Miahuatlán              | San José Miahuatlán                | 12 699             | 333.35           |
| 130          | San Juan Atenco                  | San Juan Atenco                    | 3 416              | 96.36            |
| 131          | San Juan Atzompa                 | San Juan Atzompa                   | 872                | 24.76            |
| 132          | San Martín Texmelucan            | San Martín Texmelucan de Labastida | 141 112            | 83.02            |
| 133          | San Martín Totoltepec            | San Martín Totoltepec              | 651                | 7.27             |
| 134          | San Matías Tlalancaleca          | San Matías Tlalancaleca            | 19 310             | 51.50            |
| 135          | San Miguel Ixitlán               | San Miguel Ixitlán                 | 586                | 72.61            |
| 136          | San Miguel Xoxtla                | San Miguel Xoxtla                  | 11 598             | 6.46             |
| 137          | San Nicolás Buenos Aires         | San Nicolás Buenos Aires           | 9 185              | 210.17           |
| 138          | San Nicolás de los Ranchos       | San Nicolás de los Ranchos         | 10 777             | 162.45           |
| 139          | San Pablo Anicano                | San Pablo Anicano                  | 3 554              | 97.39            |
| 140          | San Pedro Cholula                | Cholula de Rivadavia               | 120 459            | 76.32            |
| 141          | San Pedro Yeloixtlahuaca         | San Pedro Yeloixtlahuaca           | 3 395              | 174.98           |
| 142          | San Salvador el Seco             | San Salvador el Seco               | 27 622             | 220.29           |
| 143          | San Salvador el Verde            | San Salvador el Verde              | 28 410             | 108.71           |
| 144          | San Salvador Huixcolotla         | San Salvador Huixcolotla           | 13 541             | 23.85            |
| 145          | San Sebastián Tlacotepec         | Tlacotepec de Porfirio Díaz        | 13 534             | 236.29           |
| 146          | Santa Catarina Tlaltempan        | Santa Catarina Tlaltempan          | 874                | 47.44            |
| 147          | Santa Inés Ahuatempan            | Santa Inés Ahuatempan              | 5 944              | 283.65           |
| 148          | Santa Isabel Cholula             | Santa Isabel Cholula               | 8 040              | 32.68            |
| 149          | Santiago Miahuatlán              | Santiago Miahuatlán                | 21 993             | 93.70            |
| 150          | Huehuetlán el Grande             | Santo Domingo Huehuetlán           | 7 060              | 180.66           |
| 151          | Santo Tomás Hueyotlipan          | San Miguel Zacaola                 | 8 016              | 19.46            |
| 152          | Soltepec                         | Soltepec                           | 11 706             | 115.20           |
| 153          | Tecali de Herrera                | Tecali de Herrera                  | 20 267             | 176.04           |
| 154          | Tecamachalco                     | Tecamachalco                       | 71 571             | 180.22           |
| 155          | Tecomatlán                       | Tecomatlán                         | 5 420              | 145.67           |
| 156          | Tehuacán                         | Tehuacán                           | 274 906            | 553.67           |
| 157          | Tehuitzingo                      | Tehuitzingo                        | 11 328             | 492.16           |
| 158          | Tenampulco                       | Tenampulco                         | 6 772              | 140.23           |
| 159          | Teopantlán                       | Teopantlán                         | 4 024              | 248.62           |
| 160          | Teotlalco                        | Teotlalco                          | 3 121              | 136.37           |
| 161          | Tepanco de López                 | Tepanco de López                   | 19 002             | 224.65           |
| 162          | Tepango de Rodríguez             | Tepango de Rodríguez               | 4 244              | 28.67            |
| 163          | Tepatlaxco de Hidalgo            | Tepatlaxco de Hidalgo              | 16 275             | 69.39            |
| 164          | Tepeaca                          | Tepeaca de Negrete                 | 74 708             | 217.46           |
| 165          | Tepemaxalco                      | San Felipe Tepemaxalco             | 1 141              | 29.76            |
| 166          | Tepeojuma                        | Tepeojuma                          | 8 056              | 132.25           |
| 167          | Tepetzintla                      | Tepetzintla                        | 10 240             | 70.88            |
| 168          | Tepexco                          | Tepexco                            | 6 580              | 116.42           |
| 169          | Tepexi de Rodríguez              | Tepexi de Rodríguez                | 20 478             | 392.30           |
| 170          | Tepeyahualco                     | Tepeyahualco                       | 16 478             | 450.45           |
| 171          | Tepeyahualco de Cuauhtémoc       | Tepeyahualco de Cuauhtémoc         | 3 365              | 15.35            |
| 172          | Tetela de Ocampo                 | Tetela de Ocampo                   | 25 793             | 328.80           |
| 173          | Teteles de Ávila Castillo        | Teteles de Ávila Castillo          | 5 689              | 9.83             |
| 174          | Teziutlán                        | Teziutlán                          | 92 246             | 92.64            |
| 175          | Tianguismanalco                  | Tianguismanalco                    | 9 807              | 133.22           |
| 176          | Tilapa                           | Tilapa                             | 8 401              | 83.89            |
| 177          | Tlacotepec de Benito Juárez      | Tlacotepec de Benito Juárez        | 48 268             | 398.56           |
| 178          | Tlacuilotepec                    | Tlacuilotepec                      | 17 115             | 173.83           |
| 179          | Tlachichuca                      | Tlachichuca                        | 28 568             | 422.217          |
| 180          | Tlahuapan                        | Santa Rita Tlahuapan               | 36 518             | 311.97           |
| 181          | Tlaltenango                      | Tlaltenango                        | 6 269              | 20.88            |
| 182          | Tlanepantla                      | Tlanepantla                        | 4 833              | 14.88            |
| 183          | Tlaola                           | Tlaola                             | 19 826             | 143.14           |
| 184          | Tlapacoya                        | Tlapacoya                          | 6 406              | 63.26            |
| 185          | Tlapanalá                        | Tlapanalá                          | 8 404              | 83.79            |
| 186          | Tlatlauquitepec                  | Ciudad de Tlatlauquitepec          | 51 495             | 294.15           |
| 187          | Tlaxco                           | Tlaxco                             | 5 415              | 54.63            |
| 188          | Tochimilco                       | Tochimilco                         | 17 028             | 218.94           |
| 189          | Tochtepec                        | Tochtepec                          | 19 701             | 102.10           |
| 190          | Totoltepec de Guerrero           | Totoltepec de Guerrero             | 1 155              | 148.15           |
| 191          | Tulcingo                         | Tulcingo de Valle                  | 9 245              | 277.61           |
| 192          | Tuzamapan de Galeana             | Tuzamapan de Galeana               | 5 983              | 41.93            |
| 193          | Tzicatlacoyan                    | Tzicatlacoyan                      | 6 242              | 279.11           |
| 194          | Venustiano Carranza              | Venustiano Carranza                | 27 890             | 316.56           |
| 195          | Vicente Guerrero                 | Santa María del Monte              | 24 217             | 244.36           |
| 196          | Xayacatlán de Bravo              | Xayacatlán de Bravo                | 1 649              | 59.91            |
| 197          | Xicotepec                        | Xicotepec de Juárez                | 75 601             | 312.30           |
| 198          | Xicotlán                         | Xicotlán                           | 1 241              | 205.22           |
| 199          | Xiutetelco                       | San Juan Xiutetelco                | 37 910             | 145.45           |
| 200          | Xochiapulco                      | Cinco de Mayo                      | 3 911              | 59.73            |
| 201          | Xochiltepec                      | Xochiltepec                        | 3 187              | 46.61            |
| 202          | Xochitlán de Vicente Suárez      | Xochitlán de Romero Rubio          | 12 249             | 78.20            |
| 203          | Xochitlán Todos Santos           | Xochitlán                          | 6 049              | 163.72           |
| 204          | Yaonáhuac                        | Yaonáhuac                          | 7 514              | 29.82            |
| 205          | Yehualtepec                      | Yehualtepec                        | 22 976             | 125.77           |
| 206          | Zacapala                         | Zacapala                           | 4 224              | 248.39           |
| 207          | Zacapoaxtla                      | Zacapoaxtla                        | 53 295             | 176.64           |
| 208          | Zacatlán                         | Zacatlán de las Manzanas           | 76 296             | 489.33           |
| 209          | Zapotitlán                       | Zapotitlán Salinas                 | 8 220              | 427.75           |
| 210          | Zapotitlán de Méndez             | Zapotitlán de Méndez               | 5 608              | 20.30            |
| 211          | Zaragoza                         | Zaragoza                           | 15 444             | 30.90            |
| 212          | Zautla                           | Santiago Zautla                    | 19 438             | 266.70           |
| 213          | Zihuateutla                      | Zihuateutla                        | 12 530             | 176.53           |
| 214          | Zinacatepec                      | San Sebastián Zinacatepec          | 15 599             | 62.94            |
| 215          | Zongozotla                       | Zongozotla                         | 4 599              | 36.73            |
| 216          | Zoquiapan                        | Zoquiapan                          | 2 639              | 18.92            |
| 217          | Zoquitlán                        | San Pablo Zoquitlán                | 20 529             | 268.87           |

| Pos. | Cittadinanza          | Popolazione |
| ---- | --------------------- | ----------- |
| 1    | Puebla de Zaragoza    | 1,335,506   |
| 2    | Tehuacán              | 226,233     |
| 3    | San Martín Texmelucan | 121,990     |
| 3    | Atlixco               | 117,239     |
| 5    | Cholula               | 90,881      |
| 6    | Huauchinango          | 83,790      |
| 7    | Teziutlán             | 81,156      |
| 8    | Izúcar de Matamoros   | 70,866      |
| 9    | Xicotepec             | 70,169      |
| 10   | Zacatlán              | 69,969      |
| 11   | Tepeaca               | 62,570      |

## Città principali
- Acatlán de Osorio
- Amozoc de Mota
- Atlixco
- Cholula (Cholula de Rivadabia)
- Cuetzalán
- Huauchinango
- Izúcar de Matamoros
- Puebla, Puebla
- San Martín Texmelucan de Labastida
- Tehuacán
- Teziutlán
- Zacatlan, Puebla
- Tepetzintla

## Economia
Fin dai tempi della Conquista spagnola e anche ai nostri giorni, lo stato di Puebla è stato un importante nodo stradale.
Molto attiva è l'agricoltura: i prodotti più diffusi sono cereali, mais, caffè, canna da zucchero e agave maguey. L'industria mineraria si basa principalmente sull'estrazione di oro, rame, carbone, onice e marmo. Vi è stato un rapido processo di industrializzazione grazie anche alla disponibilità di abbondante energia di origine idraulica; le principali industrie sono quelle delle ceramiche, in particolare piastrelle, dei tessuti, del vetro, del sapone, degli articoli di cuoio e negli ultimi anni anche delle automobili.
Per completare il quadro economico bisogna ricordare l'artigianato, il turismo e l'imbottigliamento di acque minerali, come a Tehuacán.